# Michael Carson
Pour les articles homonymes, voir Carson.
Michael Carson est un réalisateur et producteur de télévision australien, né le 14 juin 1947 à Sydney, et mort d'un cancer du pancréas le 14 mai 2005 à Sydney (Australie).

## Filmographie

### Comme réalisateur
- 1978 : Loss of Innocence (feuilleton TV)
- 1979 : A Place in the World (feuilleton TV)
- 1980 : Coralie Landsdowne Says No (TV)
- 1980 : Le Vent d'Australie (The Timeless Land) (feuilleton TV)
- 1981 : Intimate Strangers (TV)
- 1987 : Australians (série télévisée)
- 1987 : The Petrov Affair (feuilleton TV)
- 1988 : Touch the Sun: Peter & Pompey (TV)
- 1990 : Jackaroo (TV)
- 1991 : Sydney Police (Police Rescue) (série télévisée)
- 1992 : Phoenix (série télévisée)
- 1994 : Halifax f.p: Hard Corps (TV)
- 1994 : Police Rescue
- 1994 : Janus (série télévisée)
- 1995 : Singapore Sling: Old Flames (TV)
- 1996 : Le Piège Birman (The Bite) (feuilleton TV)
- 1996 : Naked: Stories of Men (série télévisée)
- 1997 : The Devil Game (TV)
- 1998 : Driven Crazy (série télévisée)
- 2000 : Something in the Air (série télévisée)
- 2001 : Cybergirl (série télévisée)
- 2001 : Horace & Tina (série télévisée)
- 2001 : Corridors of Power (série télévisée)
- 2003 : Out There (série télévisée)

### Comme producteur
- 1981 : Intimate Strangers (TV)
- 1983 : Scales of Justice (feuilleton TV)
- 1984 : Mail Order Bride (TV)
- 1984 : Crime of the Decade (TV)
- 1984 : Man of Letters (TV)